# Alcea acaulis
Alcea acaulis är en malvaväxtart. Alcea acaulis ingår i släktet stockrosor, och familjen malvaväxter.

## Underarter
Arten delas in i följande underarter:
- A. a. acaulis
- A. a. caulescens